# 16. Międzynarodowy Festiwal Filmowy w Wenecji
16. Międzynarodowy Festiwal Filmowy w Wenecji odbył się w dniach 25 sierpnia – 9 września 1955 roku.
Jury pod przewodnictwem włoskiego krytyka filmowego Mario Gromo przyznało nagrodę główną festiwalu, Złotego Lwa, duńskiemu filmowi Słowo w reżyserii Carla Theodora Dreyera. Drugą nagrodę w konkursie głównym, Srebrnego Lwa, przyznano ex aequo czterem filmom: niemieckiemu Dziecko potrzebuje miłości w reżyserii Wolfganga Staudtego, włoskim Przyjaciółkom w reżyserii Michelangelo Antonioniego, radzieckiej Trzpiotce w reżyserii Samsona Samsonowa oraz amerykańskiemu Wielkiemu nożowi w reżyserii Roberta Aldricha.

## Członkowie jury

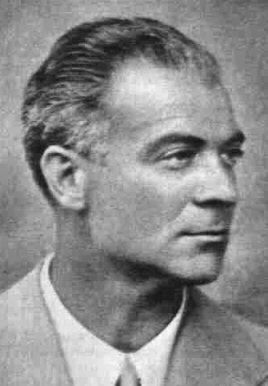
Przewodniczący jury konkursu głównego Mario Gromo

### Konkurs główny
- Mario Gromo, włoski krytyk filmowy − przewodniczący jury[2]
- Jacques Doniol-Valcroze, francuski reżyser
- Piero Gadda Conti, włoski krytyk filmowy
- Arthur Knight, amerykański krytyk filmowy
- Emilio Lonero, włoski krytyk filmowy
- Roger Manvell, brytyjski historyk filmu
- Domenico Meccoli, włoski krytyk filmowy
- Carlo Ludovico Ragghianti, włoski krytyk sztuki